# Городской канал (Рига)
Городской канал (латыш. Pilsētas kanāls) — искусственная правобережная протока Даугавы в центре города Риги. 
В нынешнем виде канал устроен при ликвидации городских защитных валов в конце 1850-х годов. Длина канала — 3,2 километра, ширина от 8 до 48 метров, максимальная глубина 2,5 метра.
Вытекает из Даугавы возле рижского Центрального рынка и впадает в Даугаву у пассажирского порта. Средний расход воды — 2 м³/с.

## История
Представляет собой частично сохранившийся защитный ров рижской крепости, первоначальной шириной 90 м, окружённый валом высотой 11-12 М. Был вырыт в 1650 году. Спустя 200 лет средневековые укрепления уже не спасли бы от пушечных залпов. В 1857 году император Александр II разрешил снести валы, а ров частично засыпали, сузив, и по проекту главного рижского архитектора И.Фельско и его молодого ученика О.Дитце начали обустраивать аристократически-презентабельную зону города, которую должно было озеленить.
В то время, когда крепостные валы сравняли, появились и первые капитальные каменные мосты через канал, ведущие на проспекты и получившие соответствующие названия — Николаевский (ныне ул. Кр. Валдемара), Александровский (ныне бульвар Бривибас) и Суворовский (ныне ул. Кр. Барона), строительство которых было закончено осенью 1858 года. Тогда же были посажены первые деревья вдоль Александровской улицы и между Суворовской и Мариинской улицами.
В 1859 году началось строительство Мариинского моста (ул. 13 января) и немного позднее — моста у Карловского шлюза (между нынешним автовокзалом и Центральным рынком).
Проект парка разработал живший в Любеке архитектор А. Вендт (Wendt), который в Ригу не приезжал, работая по картам. Он предложил вместо Песочного бастиона устроить горку, получившую название Бастионной. В 1859 году на её вершине были посажены деревья, а в 1860 был построен деревянный павильон, чтобы любоваться окрестностями.
В 1862 году на Александровской улице были проложены две проезжие части, соединённые на круглой площади на месте пересечения нынешних улиц Меркеля, Тербатас и Бривибас. Рядом устроили пешеходные дорожки с двумя рядами голландских лип, а между проезжими частями расположили променад с липами, посаженными в четыре ряда.
В 1887 году Георг Куфальдт завершил перепланировку парка. Вместо деревянного павильона на Бастионной горке появилось Венское кафе.
Вблизи от Бастионной горки в 1892 году через канал был проложен первый пешеходный мостик ( мостик Агте, прозванный ироничными журналистами «восьмым чудом света», поскольку фамилия инженера-строителя Адольфа Агте напоминает слово Acht, которое переводится с немецкого как «восемь»). Мостик был деревянный и настолько крутой, что зимой по нему невозможно было забраться, не соскальзывая назад. Так что мостик Агте стал действительно чудом, поскольку он был каменным и удобным. Рижское общество выращивания птиц подарило городу две пары лебедей, для которых по проекту архитектора Г. Шеля построили домик в японском стиле.
В 1898 году на Бастионную горку свезли камни, чтобы устроить ручей с каскадом и альпинарий. Согласно новому плану, на вершину горки можно было подняться уже с трёх сторон, по дорожкам с небольшими ступенями. Согласно решению Рижской думы, искусственный водопад работал только два часа в день в период с 15 мая до 15 сентября, средства на это покрывались за счёт газо- и водоснабжения.

## Парк у Городского канала
Парковые насаждения вдоль Городского канала имеют площадь 12.2 га. Место для них образовалось в начале XIX века, когда при подходе войск Наполеона во время Отечественной войны были сожжены предместья вокруг Рижской цитадели. Разбивку парка начал главный рижский садовник Георг Куфальдт в конце века, а завершена она была в 1960-е годы.
Невзирая на проведённые внушительные работы, исполненный на бумаге проект Вендта оказался нежизнеспособным. От подножья Бастионной горки наверх шёл крутой и прямой путь, который становился очень скользким зимой и размывался дождями летом. Осадками размывались и обрушивались берега канала. Поэтому, когда Г. Куфальдт увидел это в 1880 году, он был, мягко говоря, в шоке. Ему удалось уговорить городское начальство выделить средства на полную перепланировку и расширение парка. Он уменьшил количество дорожек и изменил их форму, все деревья и кустарники пересадил, соединив их в пейзажные группы.
В направлении бульвара Наследника был высажены пирамидальные дубы (Quercus robur Fastegiata), кустарники, рододендроны. Из 12 этих дубов до наших дней сохранилось только два.

## Список мостов через Городской канал[4]

### Транспортные
- Александровский мост
- Суворовский мост
- Мариинский мост
- Николаевский мост
- Московский мост (1902)
- Мост на бульваре Кронвалда (1930)
- Пражский мост (1938)
- Рыночный мост (1968)
- Мост на улице Экспорта возле Андрейсалы (1981)

### Пешеходные
- Бастионный мост
- Мост Тимма
- Мост на бульваре Кронвалда
- Мост на Привокзальной площади
- Мост на улице Вингротаю